# Santali
Santali is een taal van de Munda-onderfamilie van de Austroaziatische talen die gesproken wordt door de Santal in India, Bangladesh, Bhutan en Nepal. De Munda talen vormen de meest westelijke taalgroep van de Austroaziatische taalfamilie. Typologisch wijken zij zeer sterk af van de overige Austroaziatische talen en worden daarom vaak als aparte tak tegenover de andere elf taalgroepen geplaatst.
Santali is de officiële taal van de Indiase deelstaat Jharkhand.

## Geschiedenis
Volgens linguïst Paul Sidwell arriveerden Munda-talen waarschijnlijk ongeveer 4000-3500 jaar geleden aan de kust van Odisha vanuit Indochina, en verspreidden ze zich na de Indo-Arische migratie naar Odisha.